# Hakea cristata
Hakea cristata es una especie de arbusto perteneciente a la familia Proteaceae, originario del sudoeste de  Australia.

## Descripción
Planta erecta, con tallos múltiples, arbusto leñoso, que alcanza un tamaño de 1-2.5 (-3.5) m de altura. Las flores de color blanco / blanco-crema, que se producen en junio-agosto. 

## Distribución y hábitat
Se asocia específicamente con suelos lateríticos y afloramientos de granito en los  bosques de Jarrah en los Montes Darling.

## Taxonomía
Hakea cristata fue descrita por Robert Brown y publicado en Suppl. Prodr. Fl. Nov. Holl. 28 1830.
Etimología
Las hakeas fueron denominadas por el Barón Christian Ludwig von Hake, en el siglo XVIII, el patrón alemán de la botánica.